# Крестин, Лазарь
Лазарь Крестин (нем. Lazar Krestin, Лейзер Лейбович Крестин; 10 сентября 1868, Ковно, Российская империя — 28 февраля 1938, Вена, Австрия) — австрийский художник и сионистский деятель. Как представитель жанровой живописи, в своих картинах, подобно своему учителю Исидору Кауфману, изображал жизнь восточноевропейских евреев.

## Биография

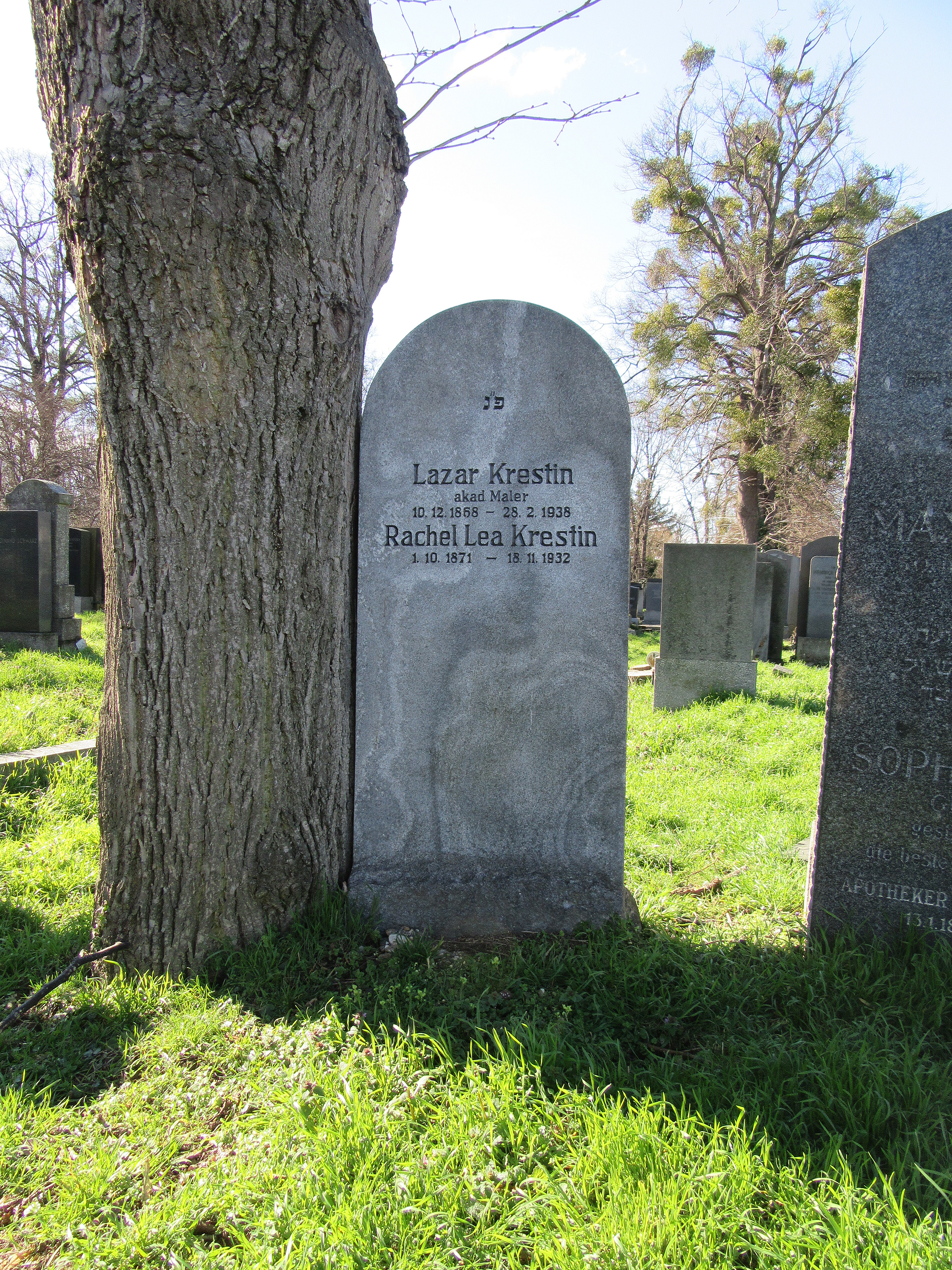
Могила Лазаря Крестина на Центральном кладбище Вены с другой датой рождения

Родился в Ковно в семье меламеда Лейба Прейдевича Крестина (1830—?) и Соры Абрам-Йоселевны Крестин (1833—1903), уроженцев Нове Място. Начальное образование получил в хедере. 12 октября 1893 года в Ковно заключил брак с Рохой-Леей Нохумовной Глезер (1870—?), родом из Слободки (Вильямполе). Первые уроки рисования получил в школе рисования в Вильне, после женитьбы переехал с семьёй в Одессу.
В 1900 году из-за массовых погромов переехал в Вену, где учился и работал до самой смерти, в Академии изобразительных искусств в Вене и Мюнхенской академии художеств, став одним из самых известных учеников Исидора Кауфмана.
С 1901 года являлся членом объединения художников «Hagenbund» и регулярно был представлен в Доме художников в Вене. В 1910 году по приглашению Бориса Шаца недолго работал в Академии искусств «Бецалель» в Иерусалиме.
Умер 28 февраля 1938 года, был похоронен в еврейской части Венского центрального кладбища.

## Галерея

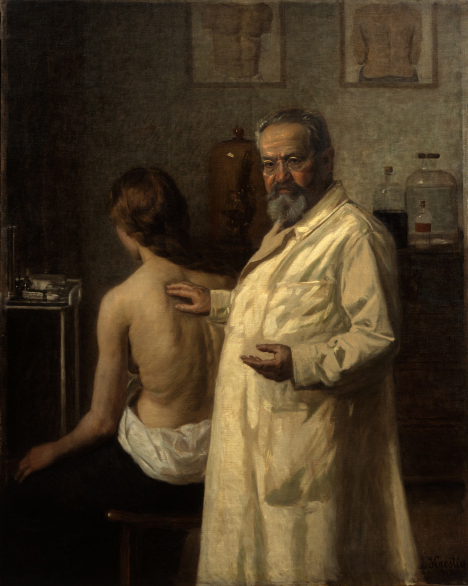
Портрет доктора  Соломона Эрманна, 1913 год.
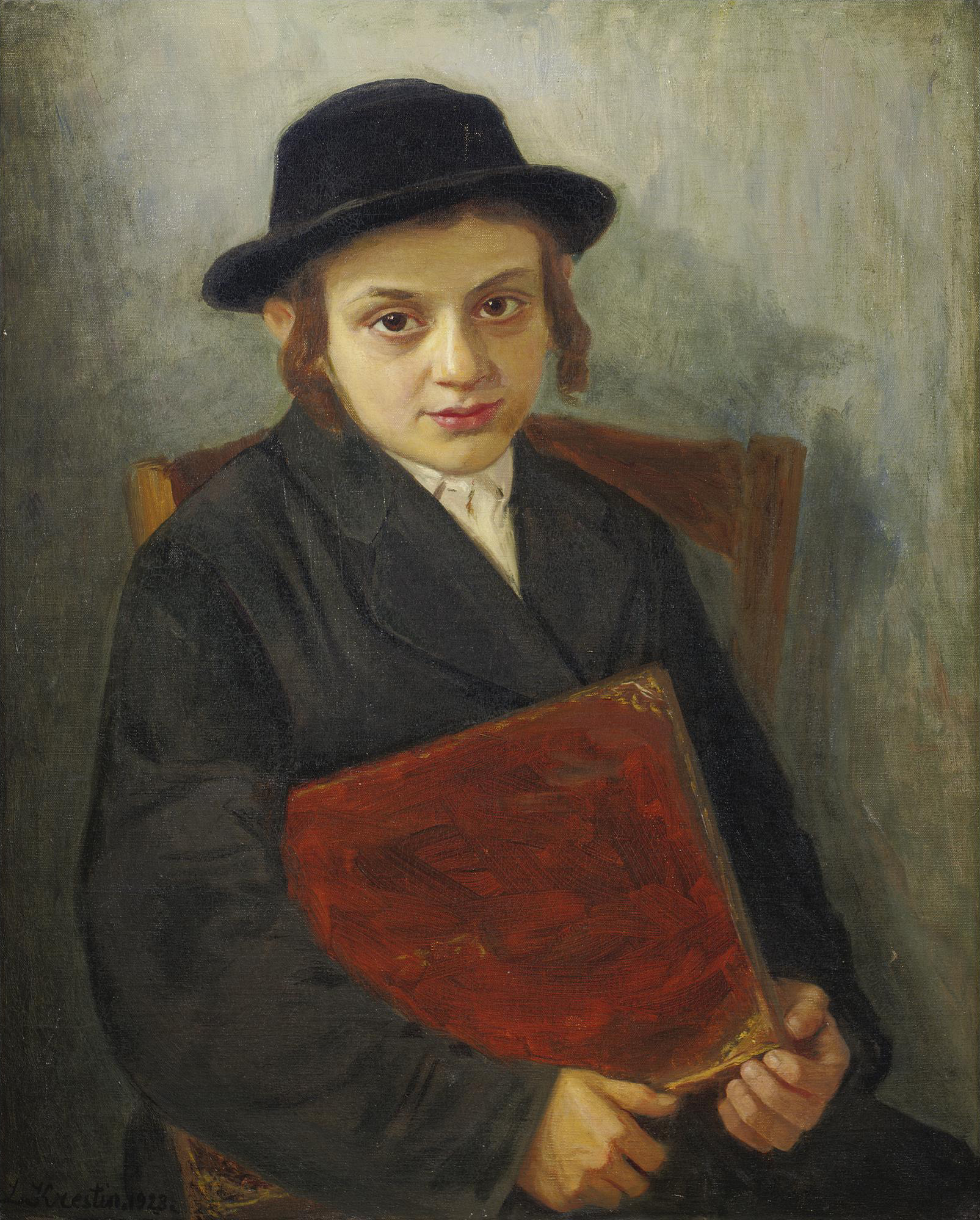
Портрет еврея Бубена, 1923
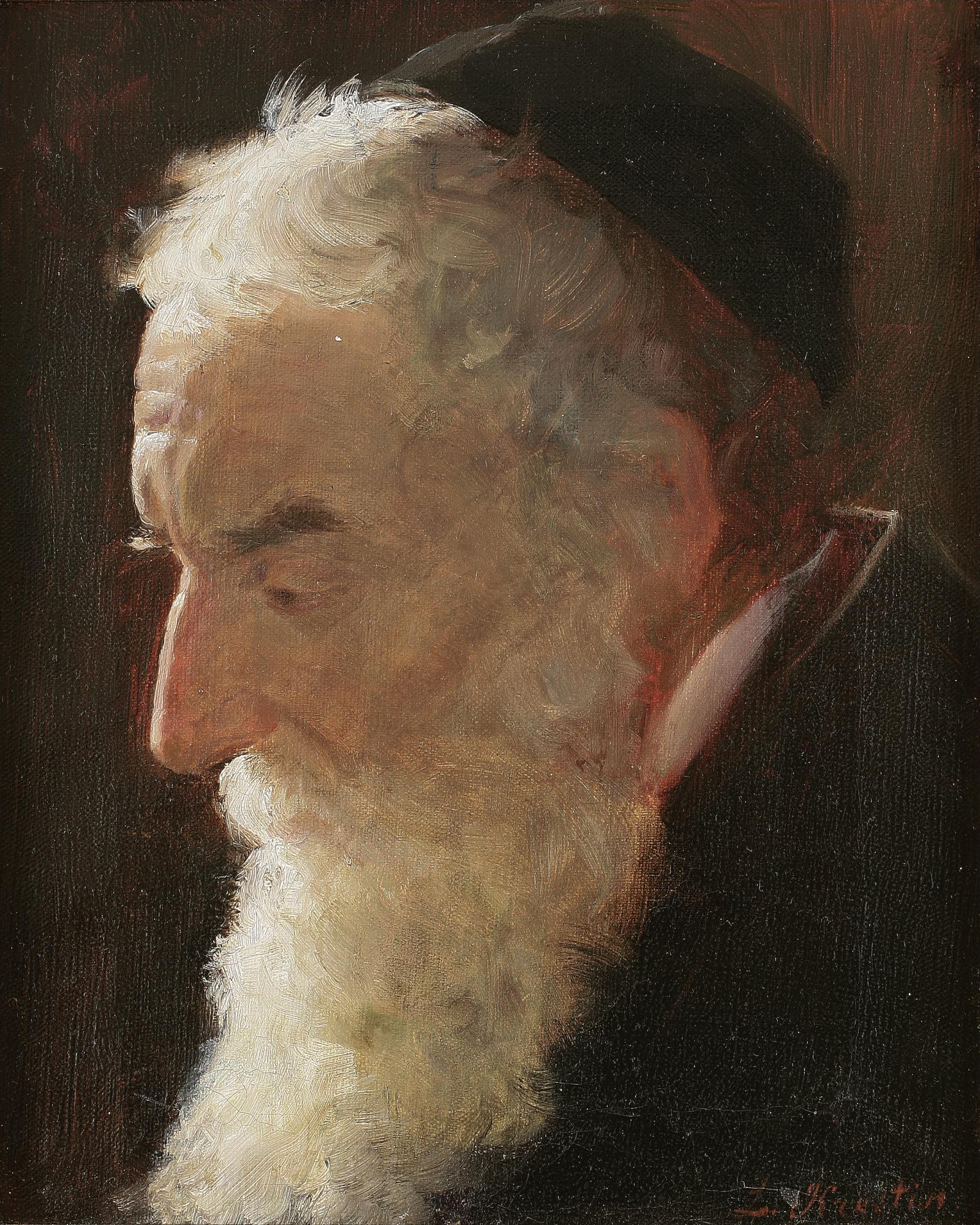
Портрет раввина
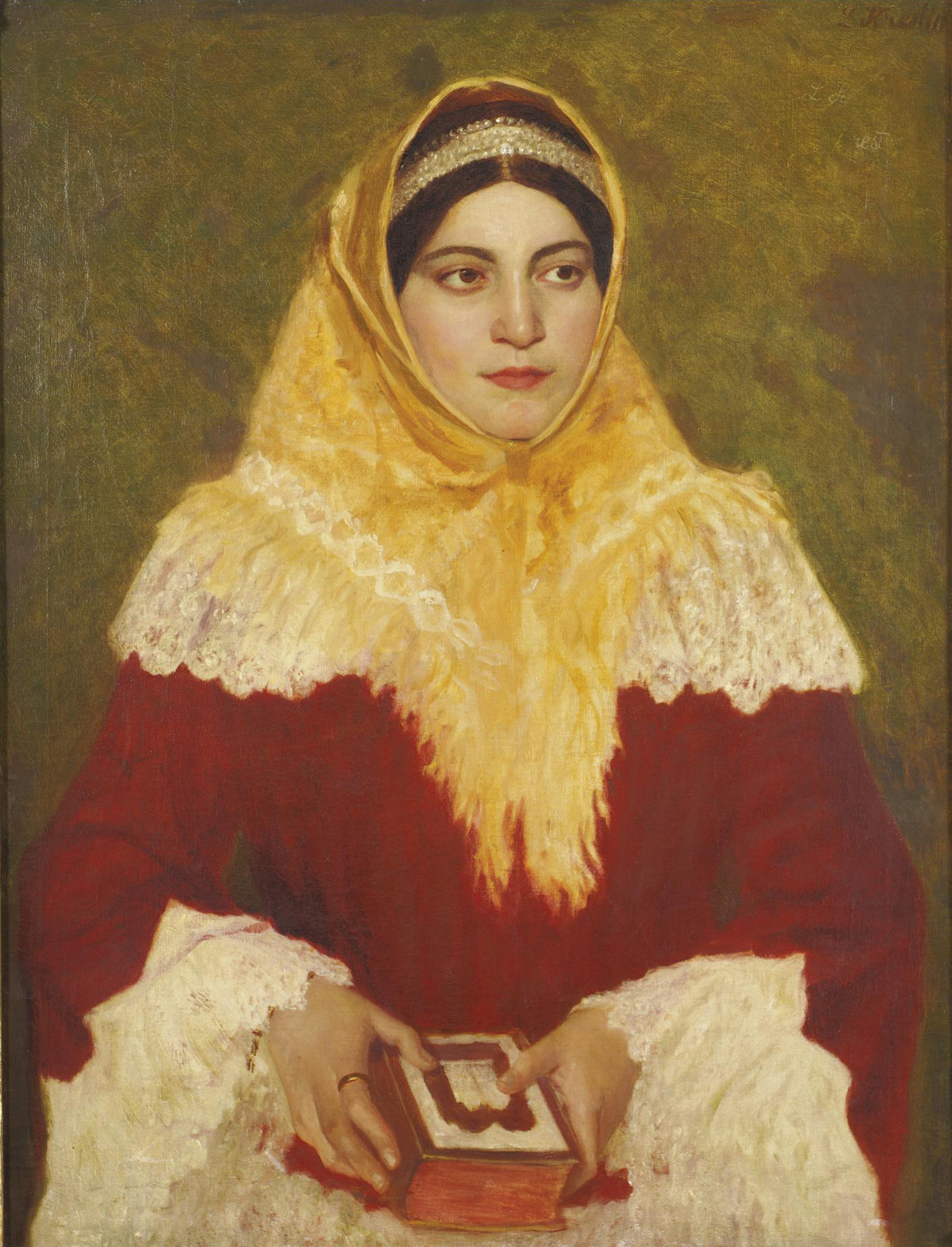
Портрет еврейки с молитвенником